# Hjelmstierna
Hjelmstierna var en svensk adelsätt introducerad 1719 på svenska Riddarhuset med nummer 1500.
1. Såsom stamfader i Anreps ättartavlor uppges en Johan Finderus, som 1659 var kapten vid Smålands infanteri. Det latiniserade namnet antyder ett ursprung i prästståndet. Hans hustru var Appolonia Jönsdotter Drysander. 
  1. Deras son Johan Finderus började som volontär vid Kronobergs regemente där han blev sergeant för att sedan tillfälligt gå i ungersk tjänst. Han gick ett år senare, fortfarande under Habsburgarna, i Wrangels regemente för att sedan bli överste vid von Rosens regemente. År 1700 återgick han i svensk tjänst, där han steg i graderna för att sluta sina dagar som överstelöjtnant. Hans hustru var Justina Reikwitz som han äktade under åren utomlands. Han adlades år 1716 med namnet Hjelmstierna och introducerades 1719 på nummer 1500. Han fick tre barn varav yngste sonen avled som barn. 
    1. En dotter gifte sig med en ofrälse löjtnant.
    2. Äldste sonen Carl Gustaf Hjelmstierna var löjtnant vi Kymmenegårds kavalleri, och hade till hustru en ofrälse, Catharina Maria Bock, vars far var kapten och vars mor hette Uggla. Tre döttrar gifte sig, samtliga ofrälse. 
      1. Ätten fortlevde på svärdssidan med yngste sonen Claes Hjelmstierna som utmärkte sig under flera krig. Hans hustru, Helena Christina Skough var en ofrälse kaptensdotter. Två av deras döttrar gifte sig frälse, med Sjöholm nr 2112 och Uggla nr 100. Flera söner verkade inom militären men avled barnlösa. 
        1. Ätten fortlevde på svärdssidan med majoren Johan August Hjelmstierna, gift med hovkamreraren Nilssons dotter. Ätten slocknade med den senares barn.
          1. Claes Vilhelm Nils August, född 1825-02-08 i Malmö. Anställd å handelsfartyg 1841. Studentexamen i Lund 1842. Kadett vid Karlberg 1843-11-10. Utexaminerad 1846-12-23. Sekundlöjtnant vid K. M:ts flotta s. d. Övermästare vid slagkrutslaboratorium i Stockholm 1852. Premiärlöjtnant 1854-10-23. Föreståndare för navigationsskolan i Gävle 1855-09-21. RPrRÖO 4kl 1856-02-15. Adjutant i sjöförsvarsdepartementets kommandoexpedition 1856–1866-05-31. Kaptenlöjtnant 1862-09-18. RNS:tOO 1864-06-22. Adjutant hos hertigen av Östergötland 1866-05-30. Major vid skärgårdsartilleriet s. å. 1/10. OffBLeopO 1871-06-00. Kommendant på Skeppsholmen 1872. RSO 1873-05-14. Kommendörkapten s. å. 1/10. Överflyttad å flottans permanenta reservstat 1875-05-14. Kommendörkapten av 1. graden s. å. 1/10 inspektör vid båtsmanshållets norra distrikt 1875-04-01–1880-01-11. Död barnlös 1904-03-09 i Stockholm och ätten utgick med honom. Gift 1865-12-03 i Stockholm med Amalia Christina Munktell, från vilken han blev skild, född 1846-01-29 på Grycksbo bruk i Stora Kopparbergs socken, Kopparbergs län, död 1916-10-07 i Stockholm, dotter av bruksägaren Johan Henrik Munktell och Christina Augusta Eggertz.
          2. Ida Helena Aurora Malvina, född 1826-08-22 i Malmö, död ogift 1878-08-11 på Rugaard på Jylland.
          3. Hilda Charlotta, född 1829-02-02 i Malmö, död 1895-11-09 på Torsjö. Ägde Kadesjö i Katslösa socken samt Torsjö i Solberga socken, båda i Malmöhus län. Gift 1850-07-16 i Malmö med godsägaren, RVO, William Dahl, född 1823-12-09 i Köpenhamn, död 1884-06-18 på Torsjö.
          4. Emilie Ulrika Fredrika, född 1832-09-22 i Malmö, död ogift 1885-07-13 på Torsjö.

## Ny användning av namnet
I modern tid har namnet Hjelmstierna tagits av en borgerlig svensk släkt. Sådan återanvändning av namn, som burits av utslocknade släkter, är tillåten, så länge namnet inte kan anses ha varit allmät känt. Den 31 december 2022 var 10 personer i Sverige folkbokförda med namnet Hjelmstierna.

## Personer med efternamnet Hjelmstierna (olika stavningar)
- Claes Hjelmstjerna (1742–1810), konteramiral